# Història del Marroc

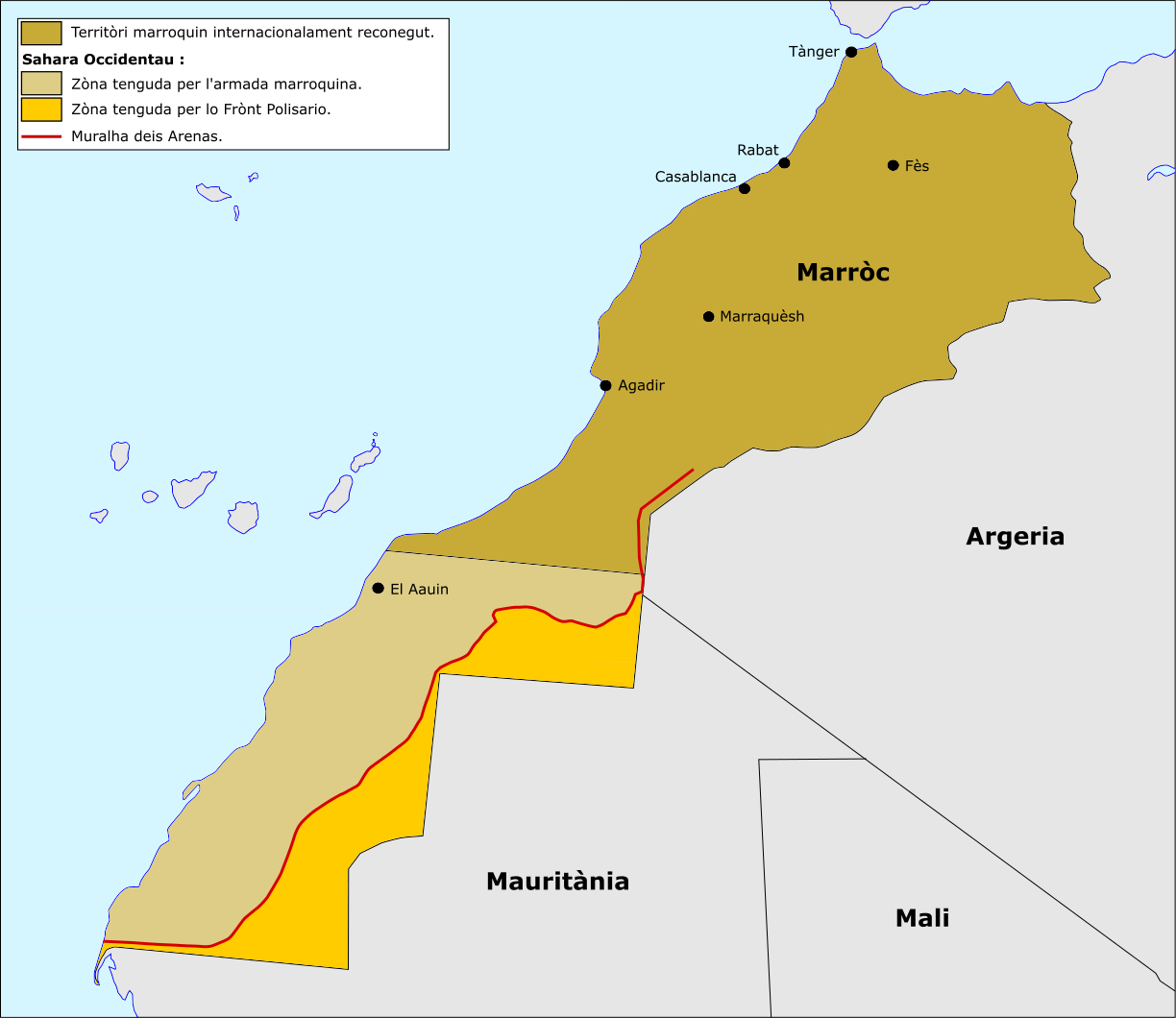
Marroc i els territoris sahrauís ocupats

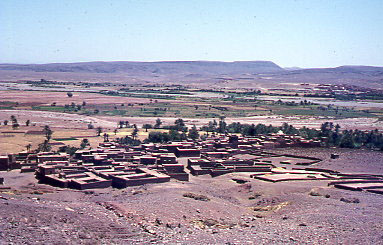
Típic poble del sud de la serralada de l'Atles

La història del Marroc es remunta a l'època del Capsià, entre el 10000 aC i el 6000 aC, en un moment en què el Magrib era menys àrid que avui. La llengua amaziga hi va arribar probablement al mateix temps que l'agricultura, i va ser adoptada per la població ja assentada allí.

## Paleolític
Paleolític magribí
- La Venus de Tan-Tan, provinent d'una excavació arqueològica d'un context propi del Paleolític inferior, ha estat datada, encara que amb molts dubtes, a l'entorn dels 200.000-300.000 anys d'antiguitat
- L'art rupestre de Figuig.
- Mosterià (600000–40000 aC), a Jebel Irhoud.
- Iberomaurità (22650 - 8850 aC).
- La cova Taforalt, lloc prehistòric del Paleolític de fama internacional (població mechtoide). És una galeria d'uns 55 metres de profunditat amb estrats que expliquen la història del Paleolític superior del nord d'Àfrica. En aquesta cova hi ha restes d'indústria lítica i una necròpoli que consta de prop d'un centenar de persones que pertanyen al mechtoide (humà modern del nord d'Àfrica). Aquesta població data del 20000 anys aC.[1]

## Neolític
Neolític magribí

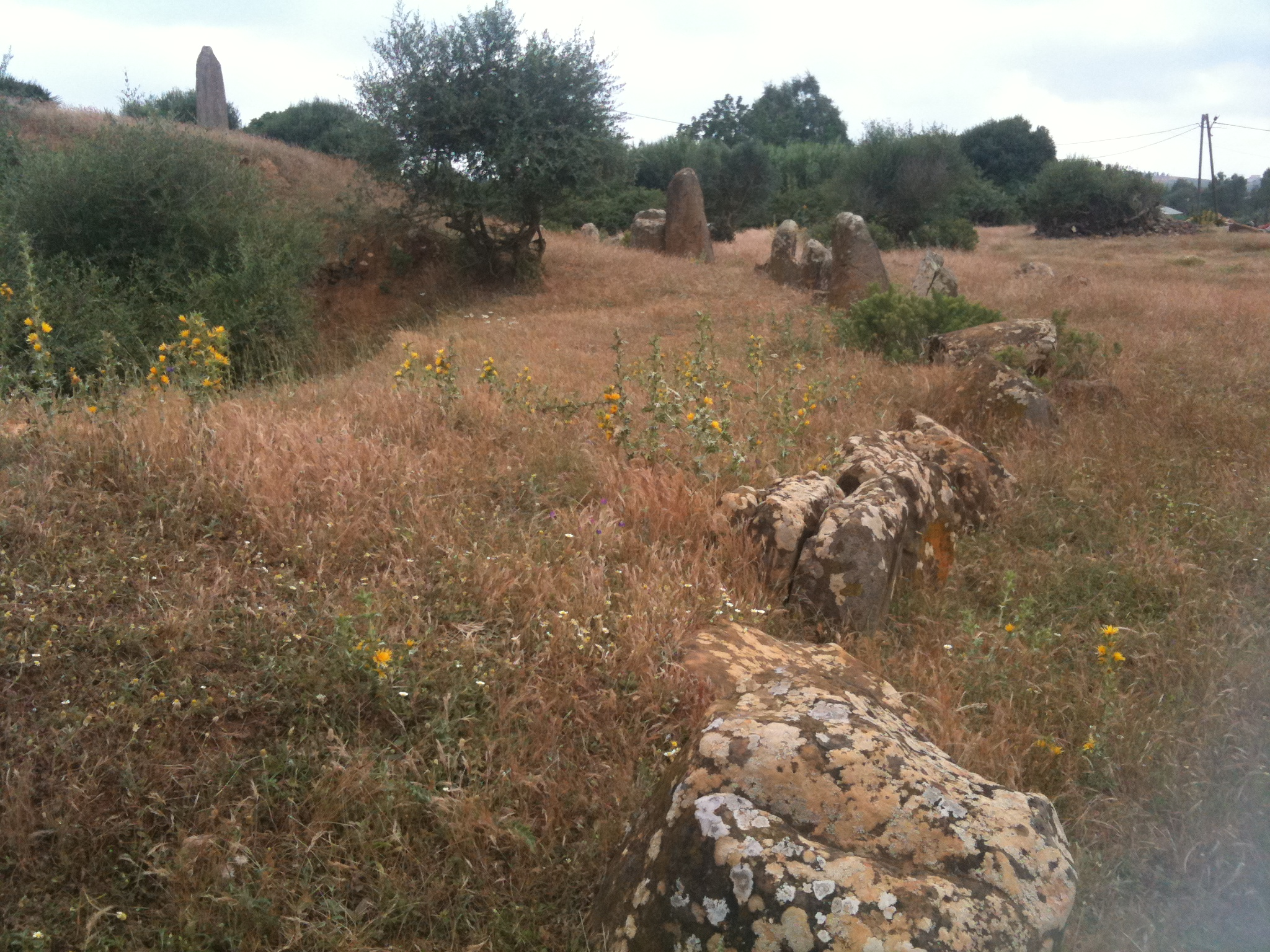
Mzoura

Les regions costaneres de l'actual Marroc van compartir una cultura neolítica comuna amb la resta del litoral mediterrani: el Capsià. Les restes arqueològiques recullen la domesticació de bestiar i el cultiu de diverses plantes durant aquest període. Fa vuit mil anys, al sud de la serralada de l'Atles, en el que ara és el desert del Sàhara, s'estenia una sabana en la qual va prosperar una cultura de caçadors i pastors fins que la regió va començar a dessecar-se com a resultat dels canvis climàtics a partir del 4000 aC.
El Gour: conté un tipus de túmul anomenat "Bazina" consistent en blocs de pedra tallats regularment disposats un sobre l'altre en forma de grades circulars. És del segle v aC, construït per a un personatge il·lustre.

## Fenicis

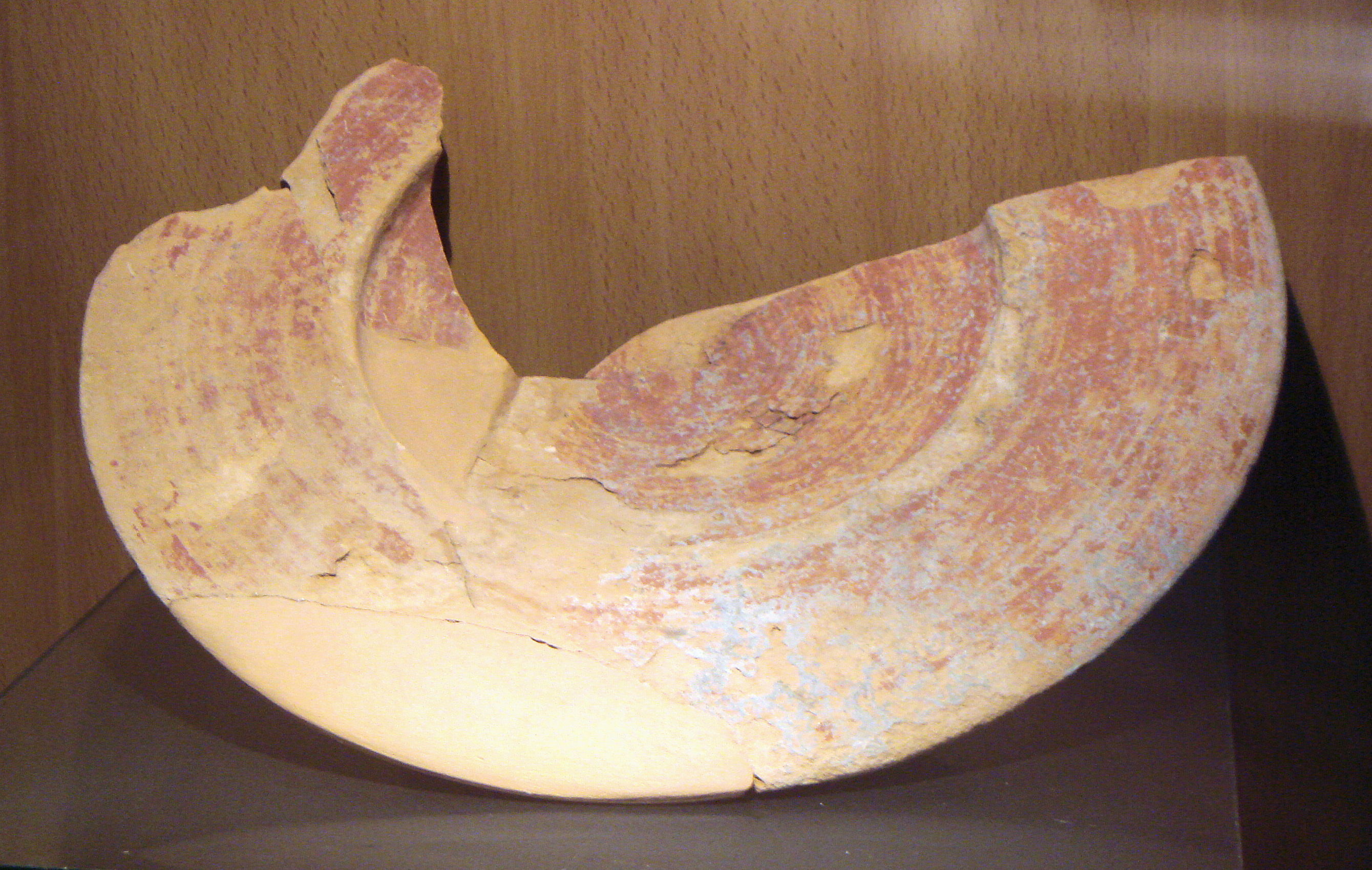
Ceràmica fenícia a Essaouira

Els fenicis, en els seus recorreguts pel Mediterrani, van fundar els primers assentaments de la costa del Marroc cap al segle xii aC instal·lant dipòsits per a la sal i minerals al llarg de la costa i a les riberes dels rius del territori. Fenicis i cartaginesos van establir relacions comercials amb les tribus de l'interior, i els pagaven un cànon per assegurar la seva cooperació en l'extracció del mineral.
Al segle v aC l'Imperi cartaginès havia estès la seva hegemonia pel nord d'Àfrica. Cap al segle ii aC van emergir alguns regnes amazics, que van créixer i es van desenvolupar amb una certa autonomia, com els massesils.
Després de la caiguda de Cartago, l'àrea va ser annexionada a l'Imperi Romà l'any 136 aC.

## Regne de Mauritània
- Boccus I (Bocchus) fou rei de Mauritània (111 aC-80 aC).
- Boccus II (Bocchus) fou rei de Mauritània vers 80 aC-30 aC.
- Juba II.

## Dominació romana

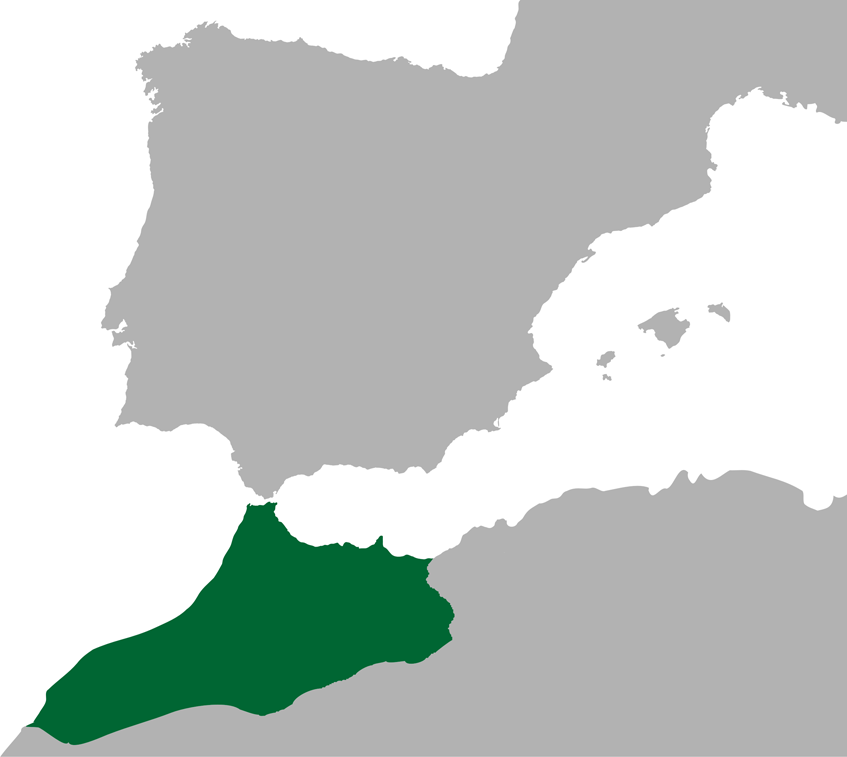

Roma va procedir a dividir el Regne maurità en dues províncies: Mauritània Tingitana i Mauritània Cesariana: en correspon la primera al nord del territori de l'actual Marroc. No obstant això, la influència romana es va localitzar fonamentalment a la costa i a les colònies (com Tingis, la capital (actual Tànger), Zilis (Assilah), Lixus (Larraix), Valentia Banasa a la vora del riu Sebú (a prop de l'actual Kenitra), Sala Colònia (Xal·la) i Volubilis), ja que la sobirania sobre la major part de l'interior de les províncies s'exercia mitjançant caps mauritans locals. Els indígenes mauritans van ser sovint reclutats en la cavalleria, com a auxiliars de les legions romanes.
- Baquates
- Verbices
- Zegrensis
- Sala

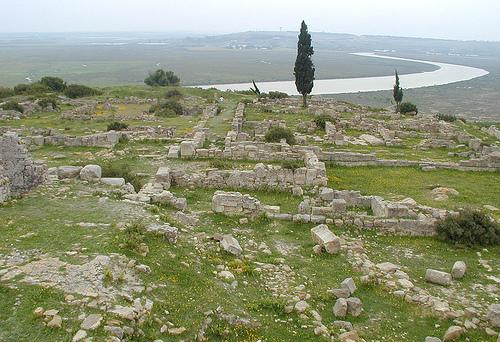
Lixus

El cristianisme va ser introduït en el segle ii: guanyà adeptes a les ciutats i entre els esclaus i els grangers amazics. Sant Marcel de Tànger o Marcel el Centurió (ca. mijtan segle iii - 298) va ser un militar de l'exèrcit romà, martiritzat com a cristià i venerat com a sant.
Al segle iv les zones romanitzades eren cristianes, així com algunes tribus de l'interior. També van arribar moviments cismàtics i herètics, generalment com a forma de protesta política. També s'hi va establir una nombrosa colònia jueva.
L'any 429 la zona va ser envaïda pels vàndals, que van saltar de la península Ibèrica. Tanmateix, cap dominació estrangera va aconseguir penetrar molt més enllà de la costa i es van limitar principalment a tenir assentaments comercials per a les seves rutes pel Mediterrani, ja que les tribus amazigues de la zona mai es van deixar dominar: els romans consideraven els amazics com una ètnia ingovernable, que causava "problemes" constantment a les legions quan fundaven assentaments romans permanents.

## Edat mitjana

Sota l'Imperi Romà d'Orient

Magrib durant l'antiguitat tardana:

### Antiguitat tardana
534-682

L'Imperi Romà d'Orient se'n va proposar la reconquesta, però només va aconseguir dominar unes poques ciutats, entre aquestes Tànger.
- Exarcat d'Àfrica, Mauritània Segona (Mauritania Secunda)
- Sunna (bisbe arrià), marxa a Mauritània, on va propagar l'arrianisme fins a la seva mort violenta, la data de la qual es desconeix (se suposa que fou al voltant del 600).

682-706

El rei Wamba, visigot, va conquerir ciutats de la Tingitània.

### Califat Omeia (682-744)
Conquesta àrab, islamització 682-744
L'any 682 el Califat omeia envaeix totes les regions del nord del Marroc, encara que va trigar gairebé un segle a completar-ne la conquesta (segles vii i viii). Uqba ibn Nafi (mort el 683), conqueridor del Magrib al segle vii, va arribar a les costes atlàntiques en el que en l'actualitat és el Parc Nacional de Souss-Massa, es va introduir a l'oceà amb el seu cavall i va posar a Al·là com a testimoni que no quedaven més terres per conquerir.
Al 706, Mussa ibn Nusayr conquereix Tànger als visigots.

### Revoltaamazigadel 740-744
El 739-740 els sufrites de la regió de Tànger es van revoltar dirigits per Maysara al-Matghari, que va rebre el suport de diverses tribus amazigues; Maysara va nomenar governador de Tànger (després de conquerir la ciutat) a Abd al-Ala ibn Djuraydj al-Ifriki. Maysara fou reconegut com a califa, però el 740 fou deposat (després d'una derrota militar) i mort pels seus propis seguidors; fou substituït per Khalid ibn Hamid (Humyad al-Zanati), i els sufrites van derrotar els omeies en la batalla dels Nobles (Ghazwat al-ashraf) i en la de Nafdura o Bakdura al riu Subu, les dues el 740 (vegeu-ne la relació amb la Revolta amaziga del Valiat de l'Àndalus).
Al 744 es funda Sigilmasa.

### Segles VIII-IX

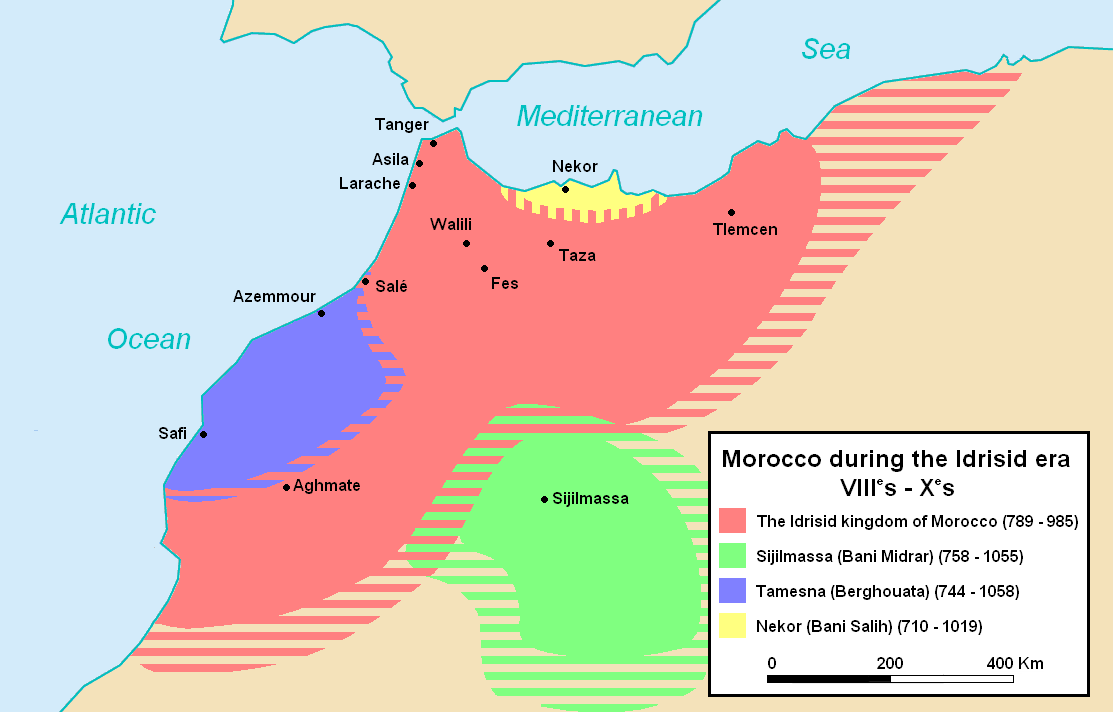
Magrib al-Aqsa al 828

Hi havia diversos regnes independents, entre aquests dos d'amazics, Barghawata i Sijilmassa, al centre i a l'oest respectivament, i al nord els idríssides. El sud era terra de ningú:
- Barghawata (758-1058): Salih ibn Tarif fou el segon cap a la mort de Tarif vers 748-749; es va proclamar Profeta i va fundar-hi una nova religió.
- Nakor: Salíhida (760-917).
- Kharigites sufrites: Banu Midrar (772-977), Sigilmasa.
- Xiïtes: dinastia idríssida (788-985), fundada per Idrís I de Fes; el 789 va fundar Fes. Després de la mort d'Idrís II al 828, va quedar de nou dividit en petits regnes. Els dominis idríssides es van repartir i Aghmat i el Sus van passar al fill Abd-Al·lah ibn Idrís.
  - La mesquita Quaraouyine es crea al 859.
- Amazics: Sanhadja (Sud).

Normands
- El 844, un grup en va desembarcar a Arzila (Asila), a 50 km de Tànger.
- En una data imprecisa entre 859 i 862 els normands van atacar Nakur: avançaven amb 62 vaixells (expedició normanda de 859).

Meknès va ser fundada pels amazics zenata abans del segle ix.

### Segle X

Califat de Còrdova i califat fatimí

La regió estava dividida entre les aspiracions del Califat de Còrdova i les del Califat fatimí.
- Xiïtes i ismaïlisme: Califat Fatimita.
  - Sigilmasa: 909-950, 963-968.
  - Nakur: 917, 921, 929, 935-936, 979-980 (Bulugguín ibn Ziri).
  - Fes: 935-955, 974-987.
- Ha-Mim ibn Mann Allah al-Muftari, autoproclamat profeta a la regió de Tetuan; al 927, les tropes omeies el derroten.
- Sunnisme: Califat de Còrdova (927-1019). Durant el regnat d'Abderraman III (912-961), les places de Tànger i Rif van ser dominades pel Califat de Còrdova, i en el regnat d'Hisam II (976-1009), Almansor va aconseguir imposar la seva autoritat al nord del Marroc i al Magrib central.
  - Nakur: 941-942, 973-979, 980-999.
  - Sigilmasa: 950-963.
  - Fes: 955-974.

- Amazics sanhadja (Sud).

Rutes comercials de l'occident del Sàhara vers 1000-1500. Les mines d'or s'hi indiquen en daurat

- Amazics zenata maghrawes (Fes, 987-993 i 993-1033, Sigilmasa, 976-980).
  - Emirat maghrawa de Fes:
- Amazics zenata Banu Ifren (Fes, 993 i 1033-1038).
  - Massacre de jueus a Fes (1033).

Es va adoptar l'escola de jurisprudència malikita.
Ja després del 971 un grup de maghrawes s'havia dirigit al sud sota el xeic Mukatil ibn Khazar, que segons Ibn Hawkal era germà de Muhammad ibn Khazar ibn Muhammad i es va apoderar del territori anomenat el Sus (conegut com a Sus al-Aksa) i hi vivia vers el 976-977. La personalitat d'aquest emir no s'ha pogut esbrinar amb certesa, però és possible que en realitat fos Mukatil ibn Attiya, germà de Ziri ibn Atiyya i considerat el principal cap maghrawa del 986 al 988-989. Després de la seva efímera presència al Sus no se'n torna a parlar.

### Segle XI
- Taifes: 
  - Taifa de Màlaga hammudita (1019-1061), Tànger.
  - Taifa de Melilla (1030-1079), Cap de Tres Forcas.
  - Taifa de Ceuta (1061-1084), Tànger.
- Nakur: dinastia Azadji (1019/1020-1084).
- Amazics zenetes (Sud).
  - Els zenetes funden Figuig.[4]

- Amazics lamtuna: almoràvits.

Dinastia almoràvit (1054-1121)

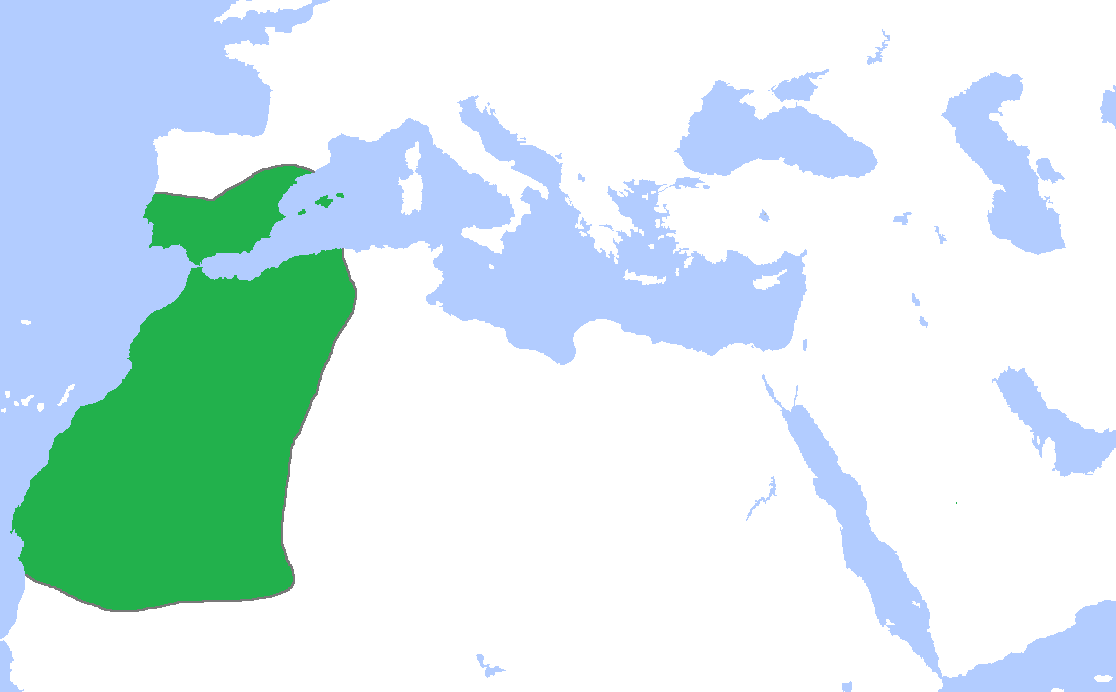
Els passos per estendre l'Imperi almoràvit

Durant el segle xi el Marroc va ser incorporat a l'Imperi almoràvit per Yusuf ben Tashfin, fundador de la ciutat de Marràqueix.
- Madrassa Ben Youssef
- Koubba Ba'Adiyn
- L'oasi de Tighmert, ric en elements arqueològics, va ser la capital de la ciutat de n-Lamta, capital medieval de la costa nord-oest del Sàhara fins al segle xvi.

L'art mural que es troba a n-Lamta i Walata torna a l'època d'al-muràbitin (segle xi).

### Segle XII
- 1121-1146: Guerra dels almohades contra la dinastia almoràvit.
  - Els almoràvits van construir una fortalesa coneguda como Takraret (a Meknes) per protegir-se contra atacs almohades.
- 1146-1213 dinastia almohade:

- - Mesquita Kutubia (1147).

Extensió de l'Imperi almohade

  - Els sufyànides, aliats dels almohades, dominaven la plana de Tāmasnā.[6]
  - Hintata, la tribu amaziga masmuda que dominava el sud magribí des de temps almohades.[6]
  - Taza és una ciutat antiga, la seva importància es remunta a l'època almohade (s. XII), durant la qual es van construir defenses (murs i bastions) i, en particular, la gran mesquita, que conté un gran llum d'aranya importat d'Andalusia després de la batalla d'Alarcos.[7]

Arabització

Banu Hilal: són àrabs que foren deportats al Marroc; els Djochem es van instal·lar a Chaouia entre Salé i Marràqueix, i Riah en Habt, entre Tànger i Salé.

Banu Makil: el 1218 van arribar a Wadi Nun.

### Segle XIII
Els almohades, després de la derrota de la batalla de les Navas de Tolosa el 1212, van entrar en plena decadència, i amb ella va començar de nou el caos polític a la regió.
- El 1212 Alfons IX de Lleó va ocupar Rabat i la va incendiar.
- 1213-1269: Guerra dels benimerins contra la dinastia almohade.
  - El 1220, els sants Berard, Pere, Otó, Acursi i Adjut, moren com màrtirs.
  - Batalla de Salé (1260): derrota de la Corona de Castella en aquesta batalla naval contra els marínides.
- 1269-1465: benimerins.
  - 1291: Concòrdia de Monteagudo, confirmació dels límits entre els regnes d'Aragó i Castella i el repartiment del nord d'Àfrica en àrees d'influència: el Fes restava sota la influència de Castella i la Barbaria, a l'est del riu Muluia, era reconeguda com a zona d'influència aragonesa.[8]
  - Tombes marínides de Fes.
  - 1292-1344: Guerra de l'Estret.
  - July: la tribu àrab que dominava la plana de Tāmasnā en temps meriníes després de substituir els Sufyan.[6]

Així, els zenetes del segle xiv, que inclouen Beni Faten i els seus descendents, ocupen tota la frontera entre Algèria i el Marroc, on van irrompre els fundadors marínides i els regnes abdalwadites.

### Segle XIV
Imperi dels marínides

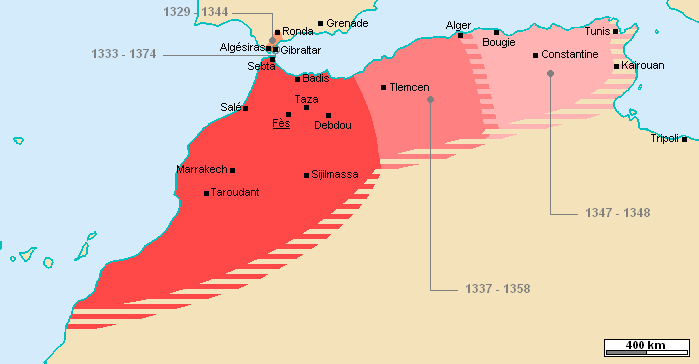
L'Imperi marínide

La dinastia amaziga dels marínides va prendre el poder el 1268 i va governar des de Fes bona part del Magrib. Van tractar d'estendre el seu control al trànsit comercial de l'estret de Gibraltar declarant la guerra santa als cristians i ocupant les ciutats peninsulars de Rota, Algesires i Gibraltar. Van influir en la política del Regne de Granada, on a partir del 1275 van destacar importants contingents de tropes.
Després d'una sèrie de xocs amb la Corona de Castella, van ser derrotats en la batalla del Salado (1340), i es van retirar al Magrib. Els anys 1348-1349, es va patir la pesta negra.
- Madrassa de Bou Inania de Meknès, 1350.

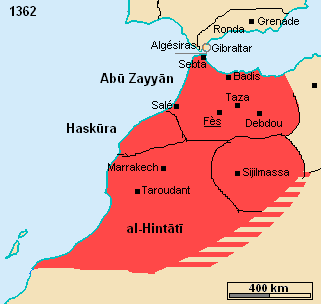
1362

Umar b. Abd Allāh al-Yābānī, visir que s'havia apoderat de Fes, destronà i entronitzà sultans al seu gust. A causa del seu despotisme i de les seves maniobres polítiques per a mantenir la posició, el regne s'havia dividit en tres parts:
- Umar b. Abd Allāh al-Yābānī, a Fes, amb el soldà Abu Zayyan, 1362-1366.
- Abū Tabit Amir al-Hintātī, amazic del sud, a Marràqueix, amb l'emir marínide Abū l-Fahl, supeditat al primer per un pacte amb al-Yābānī.
- Abd al-Halim a Siyilmasa, enviat pel Muhàmmad VI, juntament amb el seu germà Abd al-Mu'min i el seu nebot, amb suport dels abdalwadites per apoderar-se del tron de Fes.

El 1358 mor l'últim sultà de la dinastia, i es fragmenta de nou el territori en multitud de regnes; els reis castellans i portuguesos envien exèrcits a la conquesta. Enric III de Castella va ocupar Tetuan el 1399.

### Segle XV
- Vers 1430 el cap dels banu urtajjen va constituir Dubdu, un petit principat vassall dels wattàssides. El principat va existir fins al 1563, quan el desè príncep, Said al-Gahlib Bi-llah, es va posar sota l'autoritat d'un paixà.

Anarquia en tota la regió:
- El 1461, Diego de Herrera: el govern es va caracteritzar per les nombroses incursions que va capitanejar al litoral africà, a la recerca de captius per vendre'ls com a esclaus.[12]
- 1465-1472: idríssides a Fes.
- El 1471, Xauen va ser fundada en l'emplaçament d'una petita població amaziga, per Mulay Ali ibn Musa ibn Rashid al-Alami, lligada a la família local dels Banu Raixid.
- El 1471, tan aviat com va caure el govern marínida, Marràqueix nega la legitimitat als nous governants de Fes i va començar a comportar-se com un poder independent, i la línia d'oasis entre Tuggur i la vall del Dra queda sota control de grups d'origen Hilali que actuaven sense sotmetre's a cap autoritat.[12]
- Al segle xv, sorgeix la tariqa sufí Issawa.

En aquesta època els regnes més poderosos són:
1472–1554, Regne de Fes (dinastia wattàssida). Els wattàssides, o Watasís, pertanyien a una tribu d'amazics zenetes, com els sultans marínides. Les dues famílies estaven emparentades, i els reis marínides van reclutar molts dels seus visirs entre els wattàsides. Els visirs van prendre a poc a poc el poder, fins que l'últim sultà el va perdre completament el 1465.

Regne de l'Algarve d'Ultramar

Imperi Portuguès, "Regne de l'Algarve d'Ultramar"
- El 1437, batalla de Tangier, amb victòria marínida davant l'atac portuguès.[12]
- El 1455, butlla de "Romanus Pontifex" i el 1456, butlla "Inter Caetera".
- El 1458, conquesta d'Al-Ksar es-Seghir.[12]
- El 1471, conquesta de Tànger[12] i Arcila (24 d'agost).
- El 1476, tractat d'Alcaçovas: fou un tractat de pau entre el Regne de Portugal i els sobirans dels regnes de Castella, Aragó, i Sicília. Es reparteix el Regne de Fes, governat per la dinastia wattàssida entre els regnes de Castella i Portugal, delimitant-ne les zones castellana i portuguesa.
- El 1481, butlla "Aeterni Regis".
- El 1488, Portugal va prendre Safi.
- El 1489, conquesta de Larraix.
- El 1494, en el tractat de Tordesillas es reservava per a Portugal el Regne de Fes.

Corona de Castella (1478-1506)
- El 1468 Enric IV de Castella va donar a Diego García de Herrera el títol de "verdadero señor de las islas de Canaria e de la Mar Menor en las partes de Berbería", el qual l'habilitava per fundar-hi el fortí. L'ordre es va donar el 1478, i el punt on es va edificar Santa Cruz de la Mar Pequeña fou la badia anomenada Puerto Cansado, a uns 45 km al nord del cap Juby, que estava protegida de les ones de la mar per una barra d'arena i tenia poca fondària quan la marinada estava baixa, dificultant l'actuació de vaixells grans.

## Edat moderna

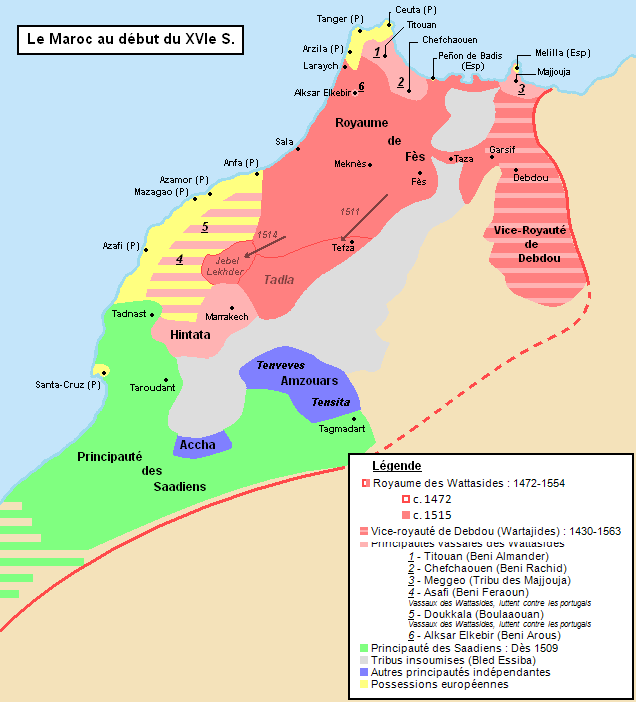
Al començament del

### Presència hispana alseglexvi
Imperi Portuguès, "Regne de l'Algarve d'Além-mar em África".
- El 1494, tractat de Tordesillas: el 7 de juny del 1494. Al nord del cap Bojador els dos països podien pescar i baixar a la costa. Les zones d'influència del Regne de Fes van ser delimitades al poble de Ghassasa cap al llevant. El més important per a Castella era que Portugal reconegués l'àrea compresa entre l'extrem sud del Regne de Fes -cap Aguer i l'extrem nord de Guinea -cap Bojador-, com una reserva castellana, cosa que, en paraules d'Antonio Rumeu d'Armes, va suposar que "en el tractat de Tordesillas [respecte a l'Àfrica] la diplomàcia castellana va aconseguir apuntar-se un bon gol a favor seu".[12]
- En 1497, conquesta Massa.
- El 18 de setembre de 1499: nova intitulació.
- El 1502, conquesta de Mazagan.
- El 1506-1510, va conquistar Castelo Real.
- El 1509, Conveni de Sintra amb Espanya, sobre zones d'influència al nord d'Àfrica. Portugal podia ocupar tota la costa des del cap Aguer al cap Bojador, excepte Santa Cruz de la Mar Pequeña, i Castella la costa des de sis llegües de Vélez de la Gomera fins a Melilla.[13][12]
- El 1513, conquesta Azemmur.
- El 1515, conquesta La Mamora.
- El 1519, conquesta Agouz.
- El 1549, deixa Al-Ksar es-Seghir.

Corona de Castella (1506-1516)
- Santa Cruz de la Mar Pequeña.
- El 1495 el tractat de Tordesillas reconeixia la zona d'influència de Castella sobre el Regne de Fes.
- El 13 de febrer de 1495, la butlla "Inefabilis" és atorgada pel papa Alexandre VI: el document pontifici, negociat a Roma pel pare de l'insigne poeta Garcilaso de la Vega, atorgava als monarques la propietat legítima de tota possessió que ocupessin a Àfrica, integrant-les als seus regnes de ple dret.[12]
- A la fi de 1498, Joan de Estopiñán s'interna en Bocoy, i torna a Melilla amb 23 captius. Les Arenes Grosses, la rambla del Carmud, el Pinal, l'Escull, Benejícar, la serra d'Abulaya i la comarca de Ghassasa també van ser objectiu dels atacs de les tropes de Melilla.[14]
- El 2 d'octubre de 1499, els reis Catòlics van signar un acord amb Alonso de Lugo, pel qual aquest es comprometia a construir tres fortaleses i a mantenir-hi una guarnició, composta per tres-cents peons i cinquanta llances, rebent a canvi el títol de governador perpetu d'aquelles terres. Aquest va desembarcar a cinc llegües de Tagaos, i hi muntà un castell de fusta prefabricat, gràcies a la qual cosa va rebutjar l'endemà l'atac dels de Tagaos. Es va arribar al cap del temps a un acord amb Ifni, Ofran i Tagaos, que convertia els amazics en vassalls.[15][12]
- El 1509, tractat de Sintra.

Monarquia d'Espanya (1516-1533)
- Santa Cruz de la Mar Pequeña (1478-1527), Ghassasa (abril 1506[12]-1533).[14]

### Societat
Aquest període va conèixer una gran afluència de musulmans i jueus andalusins cap al Marroc, obligats per l'ordre de conversió forçosa al cristianisme.
- Els reis Catòlics expulsen els musulmans del Regne de Granada, com Lleó l'Africà (la seva família es va refugiar a la ciutat de Fes). Al-Hàssan hi va seguir estudis de teologia en diverses madrasses de Fes i a la Quaraouyine.
- Jueus: sinagoga Salat Alzama (1492).

Al segle xvi, la regió va estar dividida: al nord el Regne de Fes, al centre el Regne Wattàsida, a l'est la ciutat lliure de Figuig i al sud l'imamat de Ses: 
- El 1509 van aparèixer els sadites al sud.

La regió va patir successives invasions de tribus àrabs que asseguraven ser descendents del profeta Mahoma: primer la dinastia sadita, i després els alauites, la dinastia que hi ha mantingut el poder des del segle xvii.

### Segle XVI
Dinastia sadita 1511-1603

Imperi sadita

Els sadites són una dinastia àrab jerifiana originària de la vall del Draâ, que van estar en el poder des del 1511 amb el sultà Abou Abdallah Mohammed.
- 1527. En la batalla de Gual de Bacuna mor Boabdil defensant els wattàsides contra els sadites.
- 12 març de 1541, els sadites van capturar Agadir a Portugal.
- Octubre de 1541, els sadites van prendre Safi a Portugal.
- 30 octubre de 1541, els sadites van arrabassar Azemmour a Portugal.
- 1548, els sadites es van annexionar totalment el Regne wattàsida (amb capital a Fes).
- Agost 1550: els sadites van prendre Asilah a Portugal.
- A partir del 1554 controlaven tot el Marroc, mentre que el Magrib oriental estava sota control otomà. La dinastia va finalitzar el 1659 amb la mort del sultà Ahmed II.
- Zàuiya d'ad-Dila.
- El 1575, Nasiriyya és una branca de la confraria sufí Xadhiliyya sorgida al sud del Marroc.
- El 1577 Portugal torna a ocupar Asilah, i es recupera el 1589.
- El 1578 a Ksar al-Kabir (batalla dels Tres reis o batalla d'Alcazarquivir) van destruir completament l'exèrcit portuguès. A continuació es van concentrar a la part nord-est del Marroc, amb la finalitat de protegir el regne contra els atacs otomans.
- El palau El Badi de Marràqueix fou edificat pel soldà sadita Àhmad al-Mansur per celebrar la victòria sobre l'exèrcit portuguès el 1578.
- El 1580, el rei Felip II d'Espanya és nomenat, també, rei de Portugal i "rei de l'Algarve d'além-mar em África" (hereta Casablanca, Tànger, Asilah i Al-Djadida).
- El 1589, el Àhmad al-Mansur recupera Asilah.

### Seglexvii
La guerra de successió al tron sadita divideix l'estat:
- Sadites de Fes, 1603-1628, al nord:
  - El 1609-1614, arribada de moriscos de la península Ibèrica.
  - El 1610 els sadites cedeixen a l'estat espanyol la ciutat de Larraix, que passa a anomenar-se San Antonio de Alarache.
  - El 1614 l'estat espanyol ocupa La Mamora (Mehdya).
- Sadites de Marràqueix, 1603-1659.

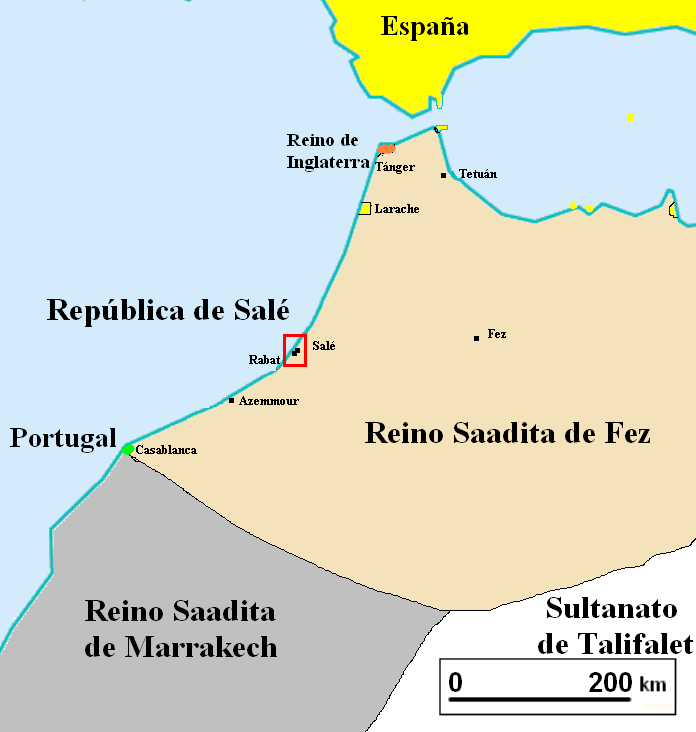
Marroc, 1627-1668

Alhora, al 1613, diverses parts del Marroc són fora del control del govern central sadita:
- Les planes del nord-oest i la costa atlàntica fins a Tassa són controlades per l'almoràvit 'Sidi Muhammad al-Ayyashi, cap dels Voluntaris de la Fe, que dominava Salé, el Gharb i Tamesma.
- La monarquia d'Espanya (Larraix, Asilah i Mehdya).
- La República de les Dues Ribes (1627-1666), que tenir una breu durada i estava radicada a Rabat i Salé. La desembocadura del Bu Regreg, erigit en un estat independent pels àrabs, dedicat a la pirateria barbaresca.
- Tetuan, una ciutat estat governada per la família Naqsis.
- Sus al-Aksa fins a Draa era sota el control de Zawiya Illigh (amb capital a Tazerwalt); Sidi Ali ibn Muhammad va proclamar sobirà el Sus abans del 1627.
- El Tafilalet, soldanat segregat del Regne sadita, situat al sud-est del Marroc, és un conjunt d'oasis, punts d'entrada al Magrib de les caravanes transaharianes (avui el Tafilalet correspon a la província de Rachidia, antic Ksar es-Souk). Era un centre comercial molt important, clau principal del Sàhara; el Tafilalet va servir de lloc de trobada entre el nord i el sud, i en aquesta regió s'efectuava el trànsit de l'or, espècies i esclaus cap al Sudan i Guinea. Tafilalet va veure néixer el 1631 la dinastia alauita, amb Mulay Muhammad I (m. 1659).

- Zàwiya d'al-Dila (1636-1668)
  - Abu-Abd-Al·lah Muhàmmad al-Hajj.

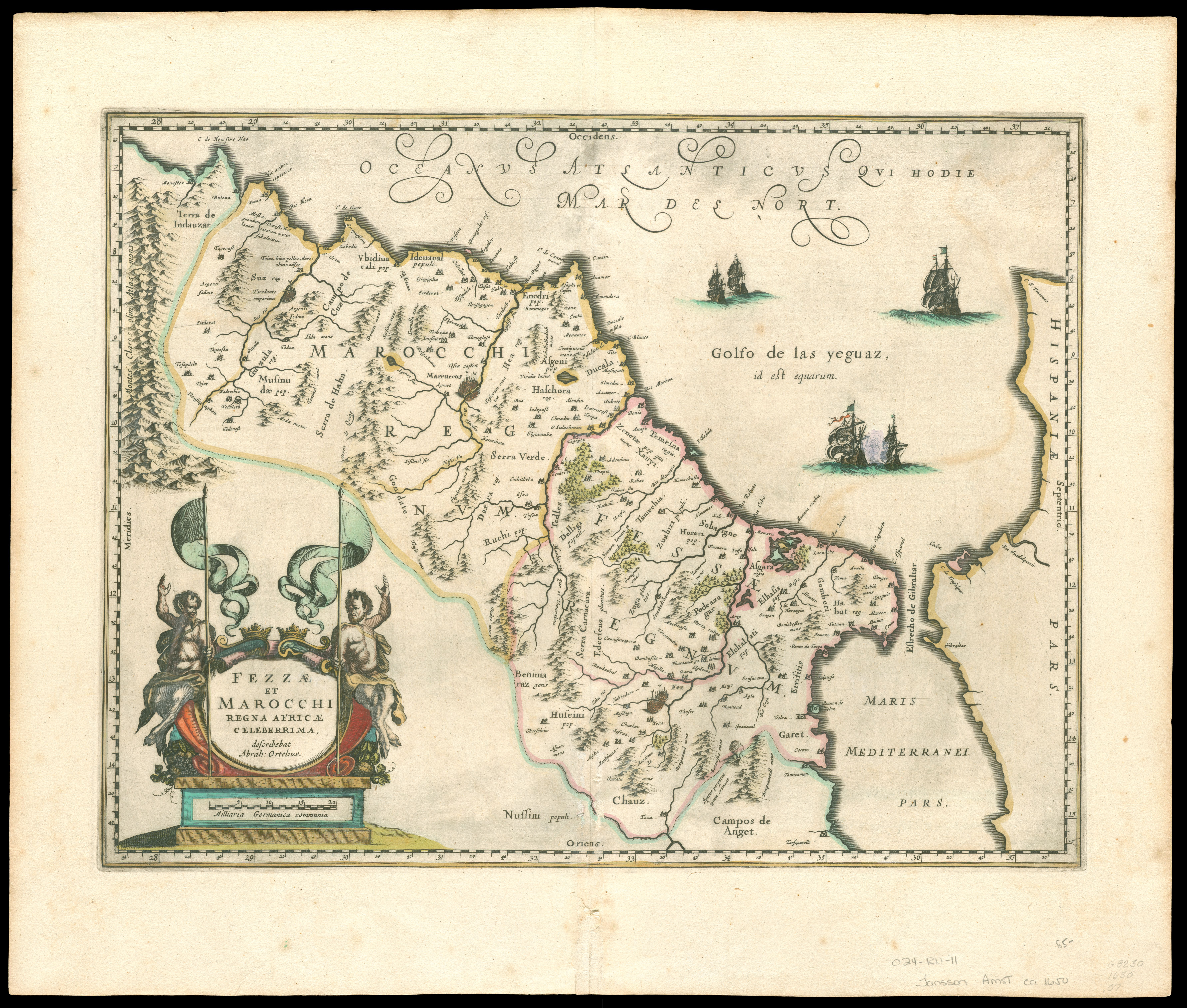
Marroc, 1635

  - Al-Dila va mantenir el poder al Magrib central. Va conservar Fes fins al temps de Mulay al-Rashid, germà de Muhammad II, que va ocupar Fes el 6 de juny de 1666. Després d'això no va trigar a atacar al-Dila. Els dos exèrcits van xocar a Batn al-Rumman entre el 10 i el 20 de juny de 1668 i la victòria fou per al-Rashid. Dila fou ocupada poc després i al-Hajj, els seus fills i els seus parents, foren enviats en residència vigilada a Fes.
- Portugal (1640-1769): Joan IV de Portugal: el 1640 la dinastia Bragança prengué el poder i aconseguí la independència definitiva de la corona espanyola. El nou rei establí una aliança amb el Regne d'Anglaterra, acordant el casament de la seva filla Caterina de Bragança amb Carles II d'Anglaterra. Amb la realització d'aquest pacte Portugal va cedir la possessió de Tànger a Anglaterra. Després de cedir Tànger, els portuguesos només conservaran Casablanca (fins a 1755) i Al-Djadida (fins a 1769).
- Shabana (1659-1668) a Marràqueix:
  - Abd-al-Karim ibn Abi-Bakr aix-Xabbaní, Karrum al-Hajj, (1659-1668).
  - Abu-Bakr ibn Abd-al-Karim (1668).
- Tànger: Imperi britànic (1662-1684).

Ksar d'Aït-Ben-Haddou és un exemple destacat d'aquests tipus de construccions fetes, bàsicament, de terra i fusta, que es remunten al segle xvii a les valls del Draa, del Todgha, del Dadès i del Souss.

## Sultanat del Marroc (1631-1912)

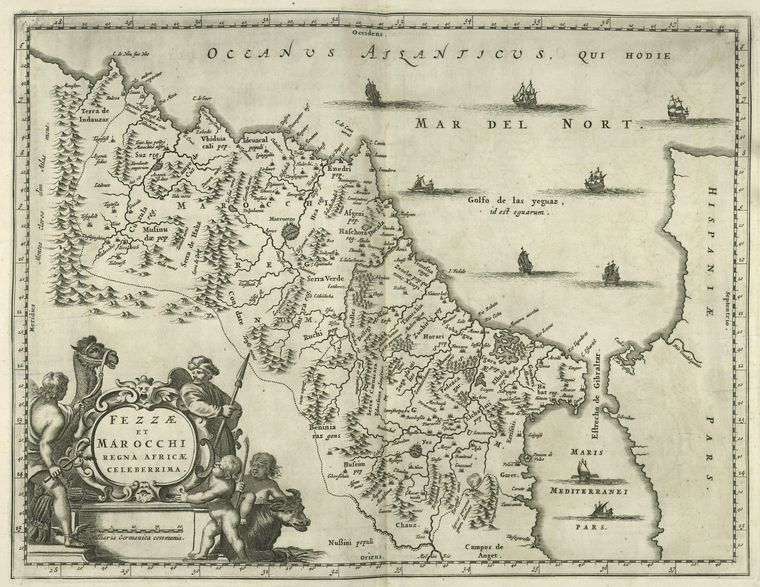
Marroc, 1670

Els alauites havien arribat al Marroc a finals del segle xiii; consolidaren el seu domini al voltant de l'oasi de Tafilalt durant l'anarquia que va seguir la mort del sultà Àhmad al-Mansur el 1603. A poc a poc aquesta dinastia va anar imposant el seu control sobre la regió i envaí regnes menors. Finalment, el 1659 ocupen Marràqueix i deposen l'últim sultà sadita.

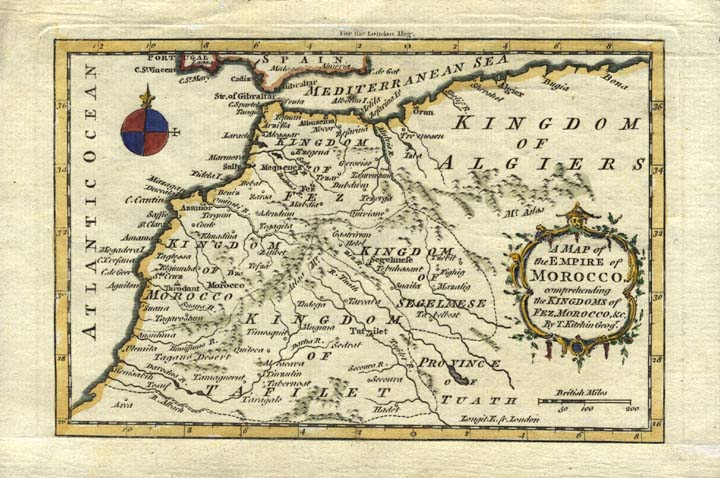
Imperi del Marroc, 1760

- 1631-1636: Mulay Muhammad I al-Sharif (Mawlay Ali Sharif o Mulay Ali Cherif) 1597-1636 (abdica el 1636).
- 1636-1664: Mulay Muhammad II ibn Muhammad (Muhammad ben Ali Cherif).
- 1664-1672: Ali Mulay al-Rashid ibn Muhammad.
  - 1664: conquesta de Meknès.
  - 1666: invasió de la República de Bou Regreg (les dues ribes): Rabat i Salé.
  - El 7 de setembre de 1668 Mulay al-Rashid va ocupar Marràqueix i va posar fi al govern del Shabana.
- 1672-1727: Abu Nasr Mulay Ismail ibn Muhammad al-Samin.
  - Moneda: Falus (1672–1901).
  - 1675: Es va establir la capital a Meknès.
  - 1679: Moulay Ismail es va convertir en mestre de la ciutat de Figuig.[9]
  - 1681: conquesta de La Mamora (Mehdia) per l'estat espanyol.
  - 6 de febrer de 1684: els anglesos abandonen Tànger, que és ràpidament ocupada pel Marroc.
  - El 1668, es funda Beni Mellal.
  - 1689: conquesta de Larraix per l'estat espanyol.
  - 1691: conquesta d'Asilah per l'estat espanyol.

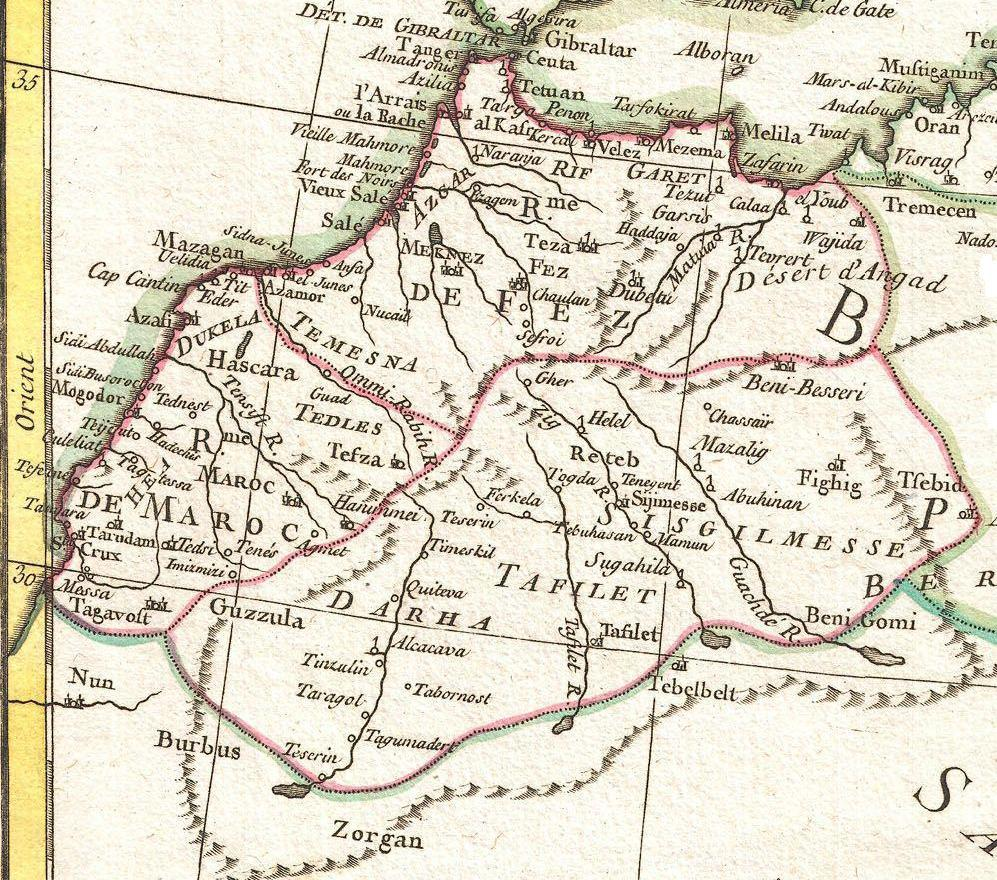
Marroc, 1771

El segle xviii es va destacar per querelles successòries: 
- 1727-1728: Abbu l-Abbas Mulay Ahmad al-Dhahabi ibn Ismail
- 1728-1728: Mulay Abd al-Malik ibn Ismail (a Meknès)
- 1728-1729: Abbu l-Abbas Mulay Ahmad al-Dhahabi ibn Ismail
- 1729-1734: Mulay Abd Allah ben Ismail
- 1734-1736: Abu l-Hassan Mulay Ali al-Aradj)
- 1736-1736: Mulay Abd Allah ben Ismail
- 1736-1738: Mulay Muhammad (Muhammad ben al-Arabiyya ibn Ismail)
- 1738-1740: Mulay al-Mustadi ibn Ismail
- 1740-1741: Mulay Abd Allah ben Ismail
- 1741-1741: Mulay Zayn al-Abidin ibn Ismail
- 1741-1742: Mulay Abd Allah ben Ismail
- 1742-1743: Mulay al-Mustadi ibn Ismail
- 1743-1747: Mulay Abd Allah ben Ismail
- 1747-1748: Mulay al-Mustadi ibn Ismail
- 1748-1748: Mulay Muhammad III ibn Abd Allah ibn Ismail al-Khatib (associat)
- 1748-1757: Mulay Abd Allah ben Ismail
  - 1755: conquesta de Casablanca per Portugal.
- 1757-1790: Mulay Muhammad III ibn Abd Allah ibn Ismail al-Khatib.
- 1765, l'almirall francès Du Chaffaut bombardeja Larraix.
  -     - l'11 de març de 1769: conquesta d'Al-Djadida (antiga Mazagan) per Portugal.
    - Tractat d'Aranjuez (1780): el Marroc adquiria territoris cedits per Espanya; a canvi, l'estat nord-africà va reconèixer la titularitat espanyola sobre la plaça de Melilla.
- 1790-1792: Mulay Yazid ibn Muhammad (o Mulay al-Yazid).
  - El 1791, aixecament contra Muwlay al-Yazid, dirigit pel general Abd al-Rahman b. Nasir i per al-Hasimi b. al-Arusi.[18]
- 1792 (febrer-març) Muley Hisham (a Marràqueix) i Maslama ibn Muhammad al nord-est.
- 1792 (març)-1797, Muley Hisham (a Marràqueix), Maslama ibn Muhammad (al nord-est), Mulay Sulayman (Meknès i Fes).[18]
  - 1794?: la regió de Sawiya, amb el port de Casablanca, no havia volgut reconèixer-ne cap dels pretendents i actuava amb absoluta independència. Mulay Hisham no tenia marina de guerra. Mulay Sulayman tenia la de tot el Marroc, cosa que li va permetre bloquejar el port de Casablanca.[18]
  - 1795?: les regions d'Abda i Dukkala actuaven amb independència de Mawlay Hisham. Llavors Muwlay Sulayman considera que els ports de Safi i Mazagan, pertanyents a aquestes regions, estan en mans de rebels, que no reconeixen el domini de cap príncep, i prohibeix el comerç amb ells. El general b. Nasir obliga les regions esmentades a reconèixer de nou a Muwlay Hisham.[18]

- 1797-1822: Mulay Sulayman

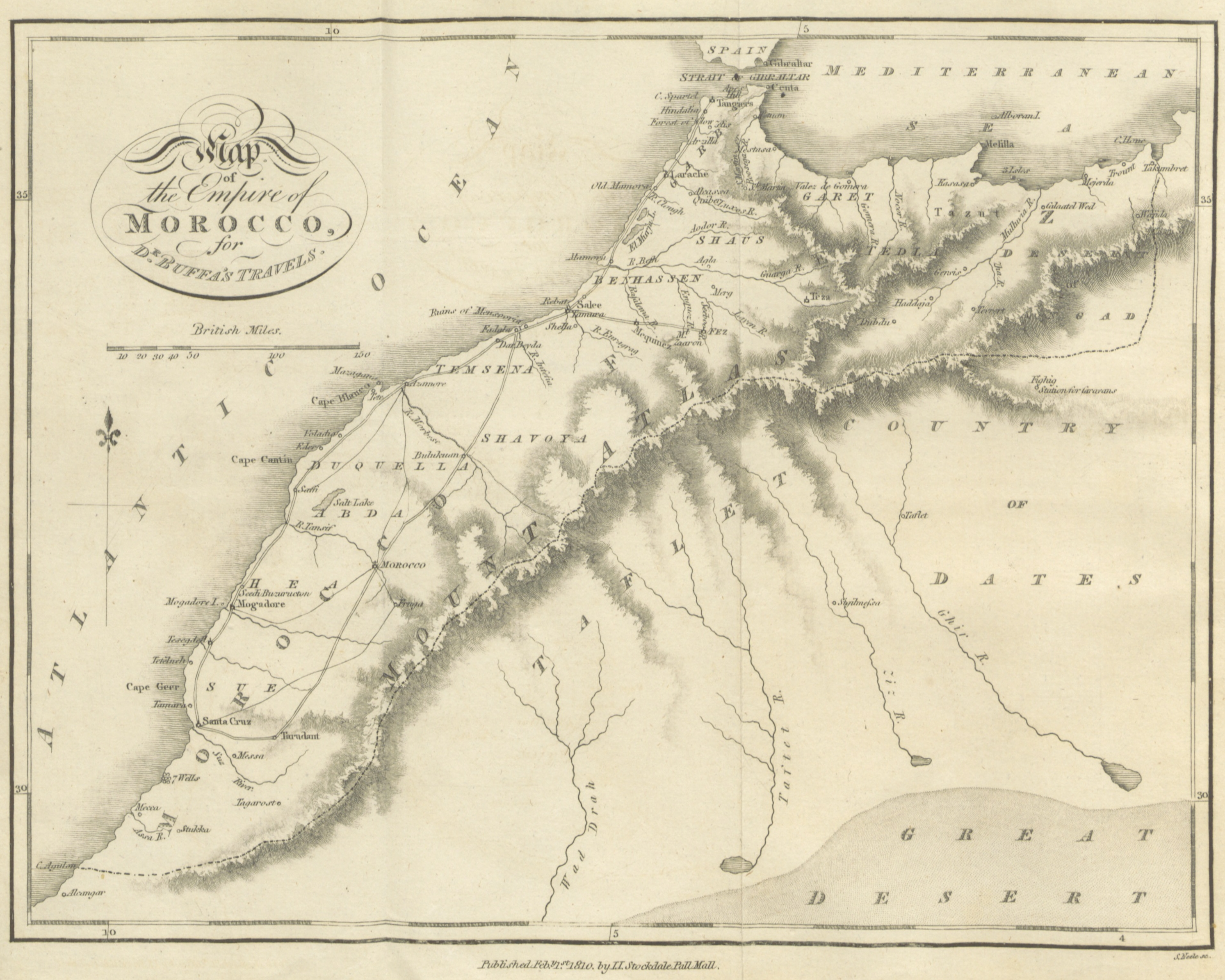
Imperi del Marroc, 1810

  - 1799: el Marroc va ser el primer país que va reconèixer als Estats Units, i té la primera ambaixada nord-americana del món.
  - Tractat de pau, amistat, navegació, comerç i pesca, de Meknès, 1 de març de 1799. Es torna a reconèixer la sobirania espanyola sobre Ceuta, Melilla i altres penyals. Article XII: si algun vaixell espanyol naufragués a Wadi Nun i la seva costa, on no exerceix domini el rei marroquí, s'haurà de valer dels mitjans més oportuns i eficaços per treure i alliberar les tripulacions. Article XXV: no es reclamen els esclaus cristians de qualsevol potència europea que es refugiïn a Ceuta, Melilla, Penyal i Al Hoceima, o a bord dels navilis de guerra espanyols.
  - El 1818, Sigilmasa fou conquerida i destruïda per les tribus nòmades d'Ait Atta.

En la segona meitat d'aquest segle i principis del xix, el govern marroquí va subscriure tractats de comerç amb les potències europees i els va concedir privilegis.
- 1822-1859: Abu l-Fadl Mulay Abd al-Rahman ben Hisham.
  - El 1832 Eugène Delacroix realitza un llarg viatge al Marroc, i hi descobreix l'enlluernadora llum i el color dels seus paisatges.
  - Guerra francomarroquina (1844). Després de la seva derrota a la batalla d'Isly (que va tenir lloc el 14 d'agost de, 1844), les tropes del Marroc, aliades de l'emir Abd el-Kader, són sorpreses pel general Thomas Robert Bugeaud a Isly wadi, no prop de la frontera entre Algèria i el Marroc. El sultà del Marroc Abderraman Ibn Hisham dona suport a l'emir Abdelkader i accentua les hostilitats entre el Marroc i França, que bombardeja els ports marroquins de Tànger i Essaouira; el sultà va demanar llavors la pau. El tractat de Tànger es va signar un mes després, el 10 de setembre 1844, pel qual el Marroc reconeix la presència francesa a Algèria; cessa el seu suport oficial a l'emir Abd el-Kader i dona suport a la ruta de la seva frontera amb Algèria.
  - Algunes companyies britàniques privades es van interessar pel comerç al sud del Marroc després de 1848. Fou signat un tractat comercial entre Gran Bretanya i el Marroc el 9 de desembre de 1856, però els territoris del sud no estaven sota sobirania del sultà (Sàhara-Sus).
  - La convenció de Lalla-Maghniya del 18 de març de 1845 va deixar Figuig en mans del Marroc.
- 1859-1873: Mulay Muhammad IV ibn Abd al-Rahman.
  - 1860 - 1862: Guerra amb Espanya, que s'inicia després d'unes escaramusses a la frontera amb Ceuta. Les tropes espanyoles van prendre Tetuan (batalla de Tetuan) i, després del tractat de pau, es va ampliar un terreny de seguretat sobre Ceuta (article 3). Reconeix la sobirania espanyola sobre el penyal d'Al Hoceima (article 6), sobre Santa Creu de la Mar Petita (article 8) i sobre Melilla i altres penyals, en el conveni annex.
  - Tractat de comerç l'estat espanyol i el Marroc, signat a Madrid el 20 de novembre de 1861. En l'article 45 reconeix la sobirania espanyola sobre les places de Ceuta i Melilla.
  - David Mackenzie comerciava a la regió de Cap Juby després del 1871.

- 1873-1894: Mulay Hassan I.

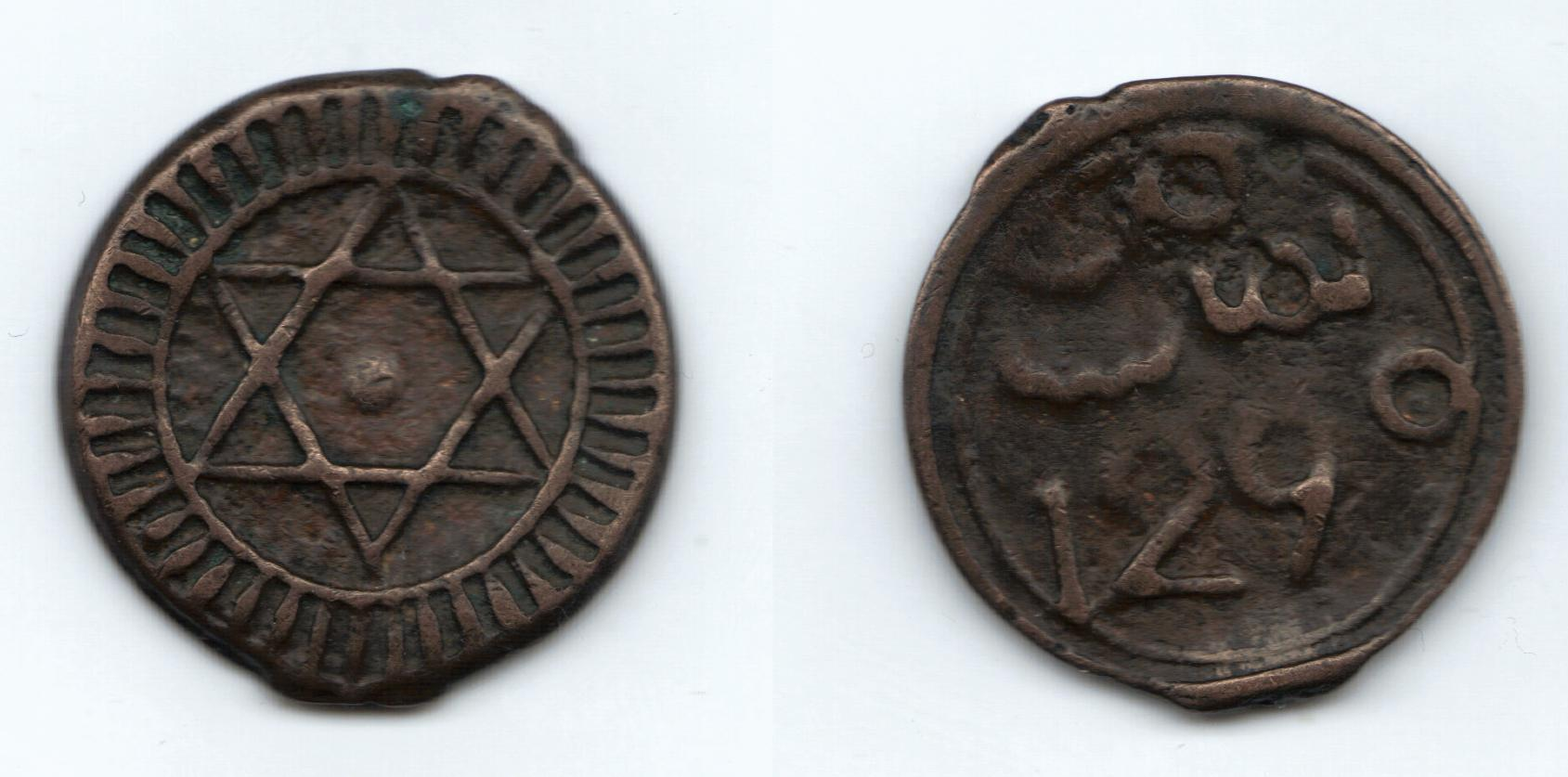
4 falus (1873)

  - El 1876, David Mackenzie va signar un acord amb el xeic de la regió Ibn Beiruk, el qual va cedir una franja entre Cap Juby i l'anomenada Punta Stafford. El 1878 Mackenzie va fundar una factoria comercial anomenada Port Victoria en una petita illa davant de Tarfaya; el 1879 va establir la Companyia Britànica de l'Àfrica Nord-occidental. La factoria fou atacada i destruïda, i després fou reconstruïda. El 1886 va rebre una oferta de compra del rei de Bèlgica, i llavors la companyia va comprar-ne tots els drets, però l'oposició de Gran Bretanya va fer-ne impossible la venda; el 1888 es van produir atacs dels amazics fins que finalment Mackenzie va vendre l'establiment al soldà el 1895.
  - 1881: Moulay Hassan va fundar Tiznit.
  - Moneda: rial marroquina (1882-1921).
  - El 1882-1886, Charles de Foucauld explora el Marroc fent-se passar per jueu. Publica Reconnaissance au Maroc (1883-1884).
  - El 1883 el sultà Mulay Hasan va instal·lar el seu primer representant a Figuig.

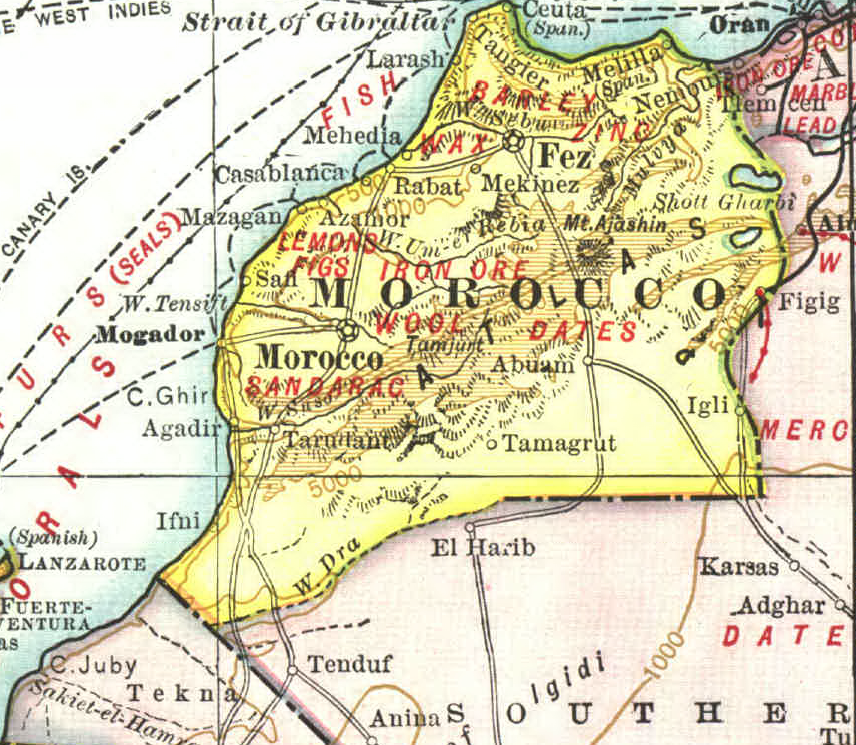
Marroc (1909)

- 1894-1908: Mulay Abd al-Aziz ben al-Hassan.
  - 1895: compra del Cap Juby a l'Imperi britànic.
  - El 1904, Muley Ahmed Ibn Muhammad Ibn Abdallah en-Raisuli, cap amazic conegut com "el Raisuli", rapta a Ion Hanford Perdicaris (pel·lícula: El vent i el lleó).
  - 1905-1906: la Primera crisi marroquina va ser un conflicte diplomàtic entre l'Imperi alemany, la República Francesa i l'estat espanyol.
  - Conferència d'Algesires: va tenir lloc a la ciutat andalusa entre el 16 de gener i el 7 d'abril de 1906. Aquesta crisi havia sorgit el 1904 amb motiu de l'acord que havien subscrit França i Espanya, amb el vistiplau de Gran Bretanya, per delimitar les zones del Marroc sobre les quals ambdues potències colonials exercirien el seu protectorat.
  - El 1908, els francesos van ocupar Azemmour el 30 de juny, i allà on actuaven de policia cometien abusos.
  - El juliol de 1908 el soldà va organitzar una expedició contra Marràqueix, però el 19 d'agost les tribus lleials a Hafid (Abdelhafid), dirigides pel cadi al-Glaui (mort a finals d'octubre de 1908) van aconseguir derrotar les forces dels rahama, fidels d'Abd al-Aziz, a Bu Adjiba, a una distància de dos dies de Marràqueix, i Abd al-Aziz va haver de fugir i refugiar-se entre els francesos a Casablanca. Va abdicar el 21 d'agost de 1908.
- 1908-1912: Mulay Abd al-Hafiz ibn al-Hassan (o Mulay Abd al-Hafid).
  - Abdelhafid no aconseguí prendre el control de Blad as-Siba, la zona interior del país que no acatava la seva autoritat. La situació es degrada fins que el 1911, assetjat a Fes per tropes amazigues rebels que fins a la seva mort l'octubre del 1910 havia dirigit Ma al-Aynayn i altres lleials a Bu Hmara, el soldà es va veure forçat a sol·licitar oficialment l'ajuda de França, que tenia tropes a Casablanca des del 1907.
  - Campanya de 1909 o Segona Guerra de Melilla és el nom donat a les operacions militars espanyoles al Marroc (desastre del barranc del Llop).
  - L'incident d'Agadir va tenir lloc l'any 1911, quan va esclatar una crisi al Marroc entre Imperi alemany i l'estat francès, per l'enviament d'un vaixell canoner alemany a Agadir.

## Partició del Marroc

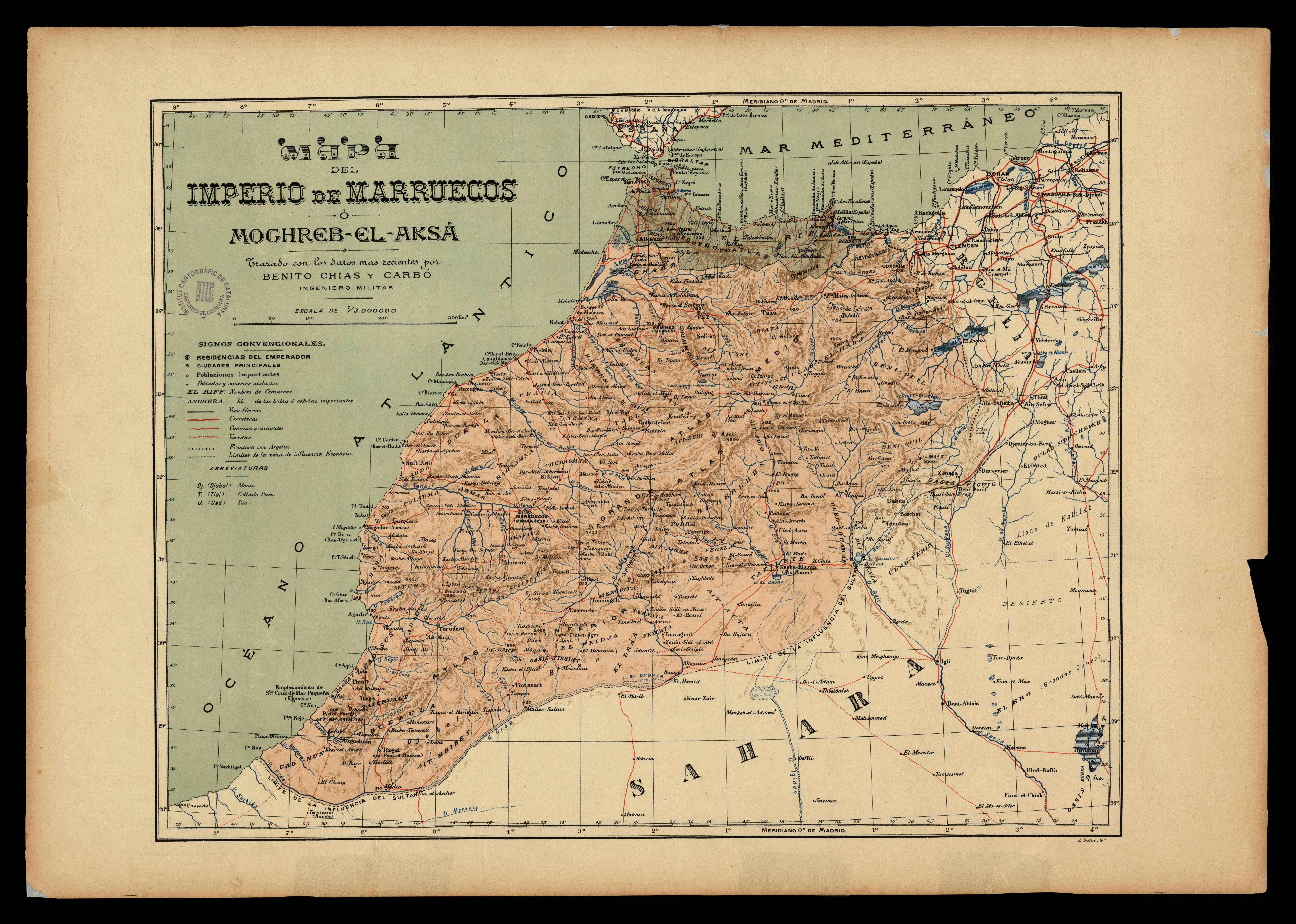
Moghreb-El-Aksá (1915)

Entre 1912 - 1956 es va imposar el Protectorat francès del Marroc pel tractat de Fes, El 1912, amb el suport d'Alemanya, França va realitzar el repartiment amb Espanya del Marroc pel tractat hispano-francès, establint-se el Protectorat espanyol al Marroc amb un territori nord (Jebala-Rif) i un altre sud (Tarfaya). La ciutat de Tànger va esdevenir ciutat internacional (Zona internacional de Tànger).
Sultans:
- 1912-1927: Mulay Yusuf (Mulay Yusef).
  - Ahmed al-Hiba (1912–1919), pretendent, el sultà blau.
  - El 1923, es funda Khouribga.
- 1927-1953: Mulay Muhàmmad V ibn Yusuf (Muhammad V).
  - Abdelhafid va morir a Enghien, França, el 4 d'abril de 1937 i el seu cos fou portat a Fes amb els honors corresponents.
- 1953-1955: Sidi Mohammad ben Arafa (o Muhammed ibn Arafa, realment Mulay Muhammad VI o Muley Mohamed VI).

### Guerra del Rif (1920-1926)
Després de l'establiment del protectorat conjunt, el Rif va mantenir la seva resistència al domini estranger. El Rif és la cadena muntanyosa que limita el litoral mediterrani del Marroc, habitada per tribus amazigues, sempre va resistir a les temptatives d'invasió vingudes dels regnes cristians del nord, Espanya i Portugal.
Els espanyols, als quals tocava l'administració d'aquesta regió, van patir una sèrie de ràtzies contra els seus interessos industrials al Marroc, cosa que va provocar la declaració de guerra.
El 1921, la tribu de Beni Ouriaghel, instal·lada a la regió d'Al hoceima, es rebel·la dirigida per un antic funcionari de l'administració espanyola, Mohamed Ben Abdelkrim El-Khattabi. Jove, carismàtic i intel·ligent, dirigeix un petit exèrcit i infligeix algunes derrotes als espanyols.
El general Silvestre va dirigir un exèrcit per eliminar els Beni Ouriaghel, però va patir una derrota a Annual el juny del 1921: la quasi totalitat de les seves tropes, 15.000 soldats, va trobar la mort en la batalla, i el general es va suïcidar.
A Madrid, les derrotes del Barranc del Llop i el Desastre d'Annual van provocar greus crisis de govern, i fins i tot disturbis a Barcelona (Setmana Tràgica), atès que s'obligava a combatre per protegir aquests recursos industrials tota la població que no en pogués pagar l'exempció. Els successius fracassos del govern enfront d'Abdelkrim van ser la causa d'un cop d'estat el 13 de setembre del 1923 donat pel general Miguel Primo de Rivera, que va suspendre la Constitució i va instaurar una dictadura.
Famós per la seva victòria i ric per la gran quantitat d'armes lleugeres i pesades aconseguides en el camp de batalla, Abdelkrim va estendre la seva autoritat al conjunt del Rif. El febrer del 1922, va declarar la República rifenya i se'n va nomenar president. No content amb les seves victòries sobre els espanyols, Abdelkrim va enviar emissaris a les tribus de la zona del protectorat francès per convidar-los a incorporar-se a la rebel·lió.
Hubert Lyautey, general de França, va reforçar els llocs d'avantguarda per protegir les ciutats de Meknès, Tassa i Fes, però l'anomenat "mariscal monàrquic" era poc apreciat pel govern republicà francès, i no va obtenir els reforços sol·licitats.
Quan Abdelkrim va llançar l'abril del 1925 la seva ofensiva cap al sud, va empènyer sense problemes les tropes franceses cap a Fes i Tassa. Lyautey va dimitir i el govern francès va confiar les operacions al mariscal Philippe Pétain, aureolat per la seva victòria en la batalla de Verdun i ben vist pels republicans, que va aconseguir de París els mitjans que s'havien negat a Lyautey. Va organitzar una contraofensiva massiva basada en l'aviació, i es va beneficiar de l'ajuda dels espanyols, que realitzen llavors el Desembarcament d'Alhucemas (8 de setembre de 1925) sota la direcció del general Primo de Rivera i posen fi a la guerra amb el major desembarcament aeronaval que s'havia fet fins llavors.
Abdelkrim es va rendir i va ser exiliat a l'illa de La Reunió. Va aconseguir escapar i refugiar-se al Caire, on va morir el 1963.
La Guerra del Rif es considera una de les grans epopeies nacionals del Marroc. Als ulls dels nacionalistes àrabs, segueix sent un gran símbol de la lluita anticolonial.

### Segona Guerra mundial

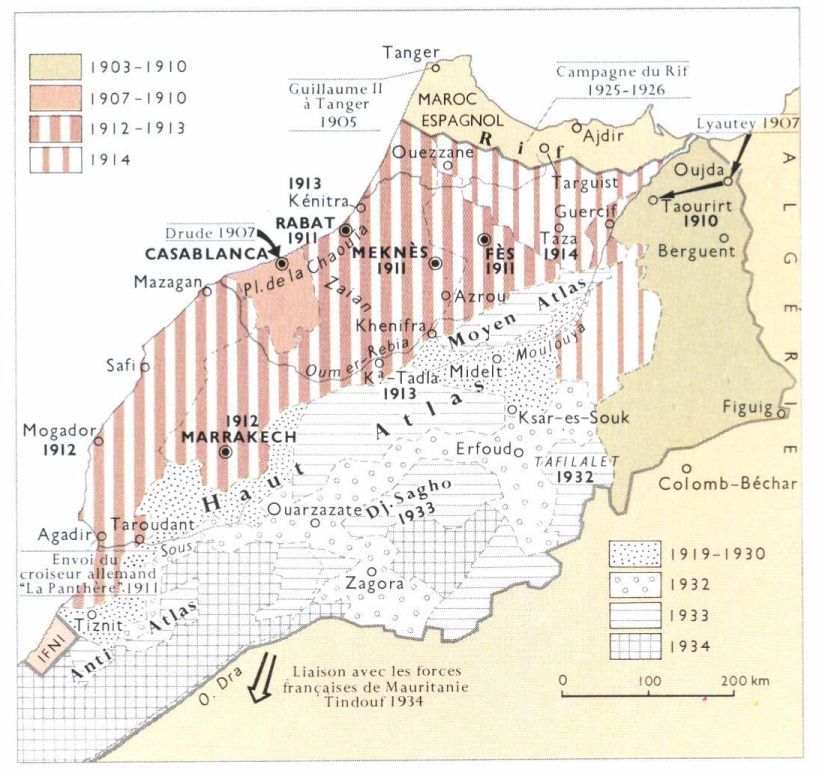
Pacificació

Després de la marxa del general Lyautey el 1925, van disminuir les prerrogatives que França mantenia als alauites. La resistència es va organitzar a partir de joves de les elits urbanes; la Segona Guerra Mundial va assenyalar una treva entre l'oposició nacionalista i França. Durant la guerra, Mohamed Ben Youssef (Mohammad V), que s'havia convertit en soldà del Regne jerifià el 1927, va decidir protegir tots els jueus marroquins en contra del règim de Vichy.
El 1942 va tenir lloc el desembarcament dels aliats a Casablanca per rebutjar les ofensives del general Rommel a Tunísia i Líbia. El sultà, després de la victòria sobre les tropes nazis, va donar el suport de les seves tropes a la França ocupada, i va decidir reunir un exèrcit de forces armades reials marroquines de 100.000 soldats, els anomenats "indígenes", per ser de les colònies franceses (Àfrica negra, Indoxina i Magrib), que van desembarcar a Itàlia, van ajudar a alliberar-la i van seguir el seu avanç cap a Alemanya, alliberant totes les ciutats del sud i de l'est de França, en particular, Lió, Marsella i Estrasburg, pagant un alt preu: 25.000 marroquins van morir per alliberar França. En tornar, van ser aclamats per una gran munió de gent.
La pressió sobre els colons francesos, amb saqueig de comerços, sabotatge de les vies fèrries i vagues, augmenta: el 1944 es publicava un manifest de la independència; tres anys després, el sultà Mohamed V es pronunciarà a Tànger (ciutat internacional) al seu favor.
Entre 1940 i 1945 l'estat espanyol va ocupar temporalment Tànger, annexió que no va ser reconeguda internacionalment.
El Partit de l'Istiqlal es funda el 10 de desembre de 1943.
A Oujda i Jerada es produeixen els disturbis antisemites de 1948.
El 20 d'agost del 1953 els francesos obliguen a exiliar-se al soldà alauita Mohammad V, pel seu suport al moviment nacionalista que, després de la Segona Guerra Mundial, s'estava gestant al Marroc; col·locaren en el tron el seu parent Mohammad ben Arafa. Va tornar de l'exili el 16 de novembre del 1955; el febrer del 1956 va negociar amb èxit amb França la independència del Marroc, i el 1957 va prendre el títol de rei.

## Regne del Marroc

### Regnat de Mohamed V
El 1956 Marroc aconsegueix la independència, va començar a reclamar alguns territoris, i passa alhora de sultanat a regne.
- Guerra d'Ifni, entre desembre de 1957 i juliol de 1958: forces irregulars marroquines van atacar el territori espanyol i assetgen la ciutat d'Ifni.
- El 1958 es van signar els acords d'Angra de Cintra (2 d'abril) i l'estat espanyol va cedir el Cap Juby al Marroc.
- El dírham marroquí es va introduir el 1960 en substitució del franc marroquí.
- El 1961 va morir Mohamed V, i puja al tron el seu fill Hassan.

### Hassan II

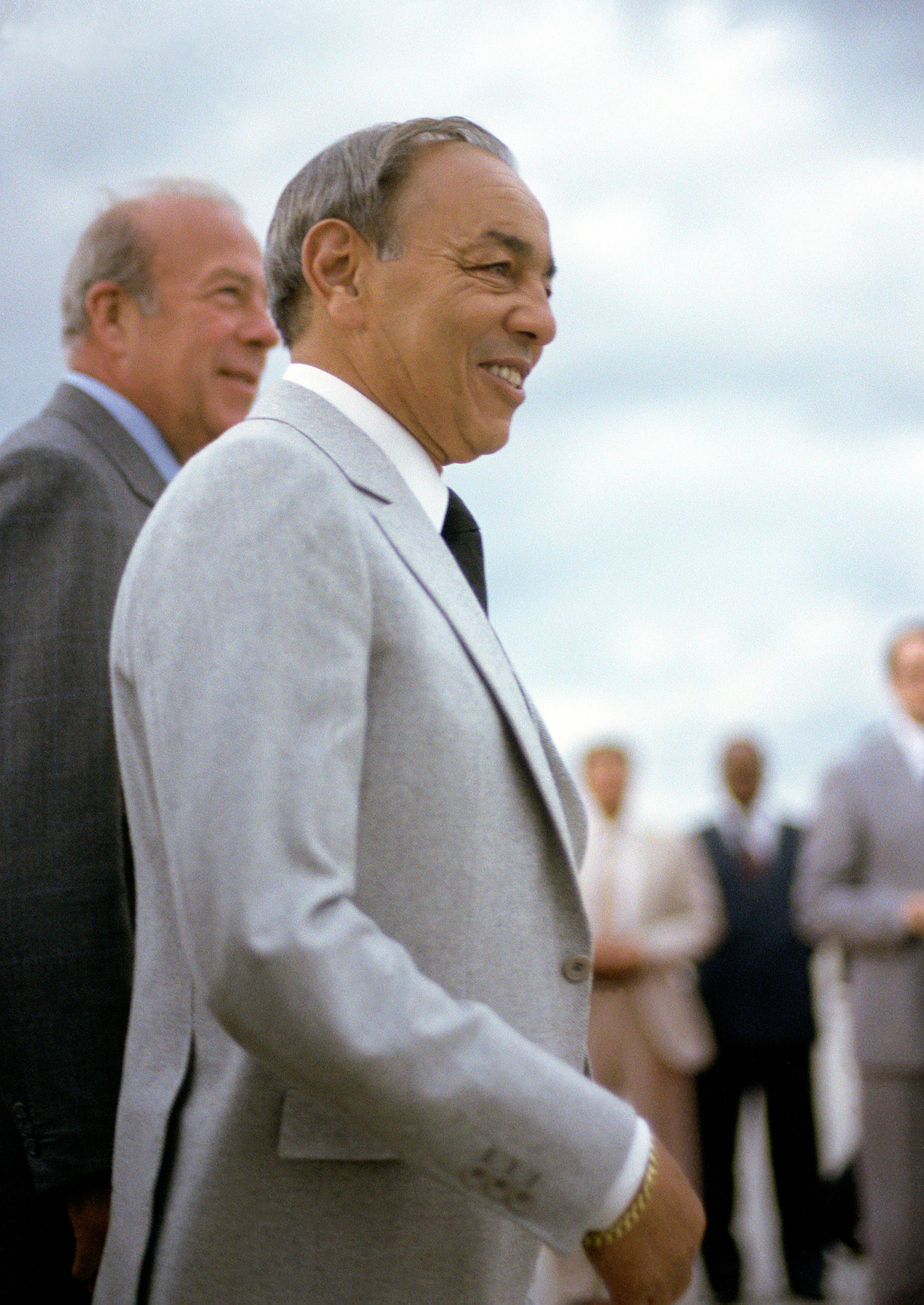
Hassan II

Hassan II va engegar un sistema parlamentari en què, no obstant això, tenia moltes prerrogatives, i on el Majzen funcionava com un estat paral·lel. En la pràctica, el sistema polític s'assemblava més a una monarquia absoluta que a una monarquia constitucional de tipus europeu, amb una fèrria repressió política sota la qual van desaparèixer diversos centenars de persones i amb la família reial com a propietària directa de bona part de les terres, indústries i recursos de l''estat.
Va patir diversos intents d'assassinat dels quals va sortir il·lès de forma gairebé miraculosa, la qual cosa va utilitzar per a crear-se una aura de personatge sant triat per Déu (a més de rei era "príncep dels creients", títol que històricament correspon als califes i que avui en dia només existeix al Marroc).
- El 1963 el Marroc entra en guerra amb Algèria quan el Marroc l'envaeix, durant la Guerra de les Arenes, però al final Algèria venç.
- El 29 d'octubre del 1965, els serveis secrets marroquins van segrestar a París Mehdi Ben Barka, líder demòcrata marroquí.
- El 1969, a causa de la pressió internacional, l'estat espanyol cedeix finalment Ifni al Marroc.
- Hassan II va reivindicar, davant l'estat francès, Mauritània i la meitat occidental d'Algèria, però aquest no li va reconèixer els drets, i els va concedir la independència.
- El 1973 fou massacrat el Consell local o Lajmaât de Zenaga, a Figuig.[4]
- El 1975, amb la "Marxa Verda", el Marroc va envair el Sàhara Occidental i se'l va annexionar en contra del dictamen de l'ONU. Cap país ha reconegut la sobirania marroquina sobre aquests territoris, i la qüestió encara està en mans de l'ONU.
- El 1976 va esclatar la Segona Guerra entre Algèria i el Marroc. El 28 de novembre, el Marroc es va apoderar de Smara. El 10 de desembre, l'ONU decideix l'organització d'un referèndum al Sàhara, però els soldats marroquins van entrar a Aaiun. Per la seva banda, Mauritània, el 19 de desembre, es va apoderar de Lagouira, a la seva frontera amb el Sàhara Occidental. El 9 de gener de 1976, l'exèrcit marroquí fa la seva entrada a Dakhla (Villa Cisneros). El 12 de gener els últims membres de la Legió espanyola abandonen el Sàhara. Algèria, deixada fora dels Acords de Madrid, va decidir envair el territori del Sàhara Occidental. El 27 de gener la guerra esclata entre els dos estats a la localitat d'Amgala. El 29 de gener l'exèrcit algerià és obligat a retirar-se de la regió d'Amgala, i hi deixa 100 morts i 200 presos en mans de les forces armades del Marroc, posteriorment alliberats per Hassan II.

El 1979 Mauritània es va retirar del conflicte, i el Marroc no va trigar a annexionar-se la major part del territori situat al sud, abans reivindicat per Mauritània. Durant els anys vuitanta, l'estratègia del Marroc va consistir a consolidar progressivament el seu control en el territori, i la construcció d'un mur de defensa que supera els 2.500 km, amb unitats de vigilància connectades a les d'intervenció, equipades de radars i protegit amb filferros. Una zona de diversos centenars de metres amb camps de mines prohibeix l'accés.
- El 1984, el Marroc va abandonar l'Organització per a la Unitat Africana.[21]

- Al començament de la dècada de 1990, Hassan va començar a reformar l'estat, amb la convocatòria d'eleccions, la introducció d'un sistema parlamentari bicameral i la posada en marxa el 1998 de l'anomenat govern d'alternança, ajudat pel dirigent socialista Abderraman Yusufi.
- El 27 abril 1992 reconeix la independència de Croàcia.[22]

El rei Hassan II va incorporar els islamistes radicals al govern; legalitzà un partit islamista, Justícia i Desenvolupament, que va aconseguir alguns escons en les eleccions, però que té poca autonomia.

### Mohammad VI
Fill de Hassan II, va pujar al tron el 23 de juliol del 1999, després de la mort del seu pare. Va declarar que la justícia, l'educació i els drets humans formarien l'esquelet de la seva política.

## Problemes socials
Els principals són de tipus econòmic:
El Marroc era fins a la reforma de Hassan II un estat feudal, fonamentalment agrícola, però amb les terres en mans de la corona i d'alguns grans terratinents, de manera que ha iniciat un ampli programa de privatitzacions i d'obertura a inversions estrangeres.
La població analfabeta en supera la meitat, i l'atur se situa oficialment en el 19% de la població activa, de manera que el govern es proposa la creació de 250.000 llocs de treball a l'any, intent difícil perquè més del 50% del pressupost públic està destinat a despeses d'estat, mentre que la sanitat i l'educació reben petites partides.
En el pla internacional les relacions marroquines es mouen en el triangle Magrib, Orient Mitjà i Europa. Amb el problema del Sàhara pendent, el Marroc s'enfronta al Front Polisario i a la seva protectora, Algèria.
El Regne alauita sempre ha mantingut una bona relació amb els Estats Units, i és membre de la Lliga Àrab.
Les relacions amb el veí del nord, l'estat espanyol, estan condicionades per la pesca, l'emigració il·legal i les disputes territorials: l'11 de juliol del 2002 el Marroc va ocupar l'illa de Perejil amb una dotzena de gendarmes. Espanya en va desallotjar els soldats marroquins el 17 de juliol, i n'informà prèviament el Consell de Seguretat de l'ONU i els seus aliats internacionals. L'illa es manté deserta en l'actualitat. Tot i això, Mohamed VI i Joan Carles I mantenen bones relacions personals.